# やらずぶったくり (小説)
『やらずぶったくり』は、梶山季之の長編小説。1970年から『週刊明星』に連載された。

## 内容
70年代はじめに、証券会社に入社した二人。貧乏で容姿も優れぬ海太郎は麦彦にコンプレックスを持つが、仕事も恋愛も負けん気で努力していた。しかし、次々に不幸な出来事が重なり、裸一貫からやりなおそうと奮闘する。

## 登場人物
- 水原麦彦（みずはら つぎひこ） - 世界証券の社員。27歳。大蔵官僚[2]の息子で、すらりとした長身。
- 神田海太郎（かんだ みたろう） - 同じく世界証券の社員で同期入社。28歳。水原の一学年先輩だが、大学を一年留年している。小太りの小男。
- 神田陽子（かんだ ようこ） - 海太郎の従姉妹。四つ違いの24歳。演劇志望だったが、新宿のバーでホステスをしている。麦彦の子を身ごもり堕胎手術をする。
- 川瀬道子（かわせ みちこ） - 陽子が働くバー『ホット』のママ。
- 川瀬弓子（かわせ ゆみこ） - 道子の娘。海外旅行の費用が欲しい。
- 辺見敏吉（へんみ としきち） - 海太郎が住む下宿の大家。70歳。二千万で下宿屋が売れそうなので、海太郎ら下宿人に立ち退きを通告する。
- 多々良敬三（たたら けいぞう） - 海太郎の大学時代の友人。中野でアシスタントを雇い漫画家をやっている。海太郎に引っ越し先を世話する。
- 羽田加奈子（はねだ かなこ） - 海太郎と同じ下宿に住む未亡人。生命保険の外交員。
- 小笠原絹子（おがさわら きぬこ） - リアカーで引っ越し中の海太郎を車ではねた女性。芸大で演劇選考。23歳。長身でミニスカートを履く。
- 倉坂公子（くらさか きみこ） - 麦彦の婚約者で絹子の親友。小柄な若手女優。
- 光村千之助（みつむら せんのすけ） - 辺見の下宿屋を入手した実業家。女たらしだが同性愛者でもある。40歳。

## 書誌情報
- やらずぶったくり(新連載) 梶山季之・横塚繁（挿絵）『週刊明星』52ページ（1970年8月9日号から連載）集英社
- 『やらずぶったくり（やらずの巻）』『やらずぶったくり（ぶったくりの巻）』集英社　1971年
- 『やらずぶったくり（やらずの巻）』『やらずぶったくり（ぶったくりの巻）』大歳克衛（表紙カバー絵） 集英社文庫　1986年 ISBN 4-08-749161-7